# Avenida de los Francotiradores

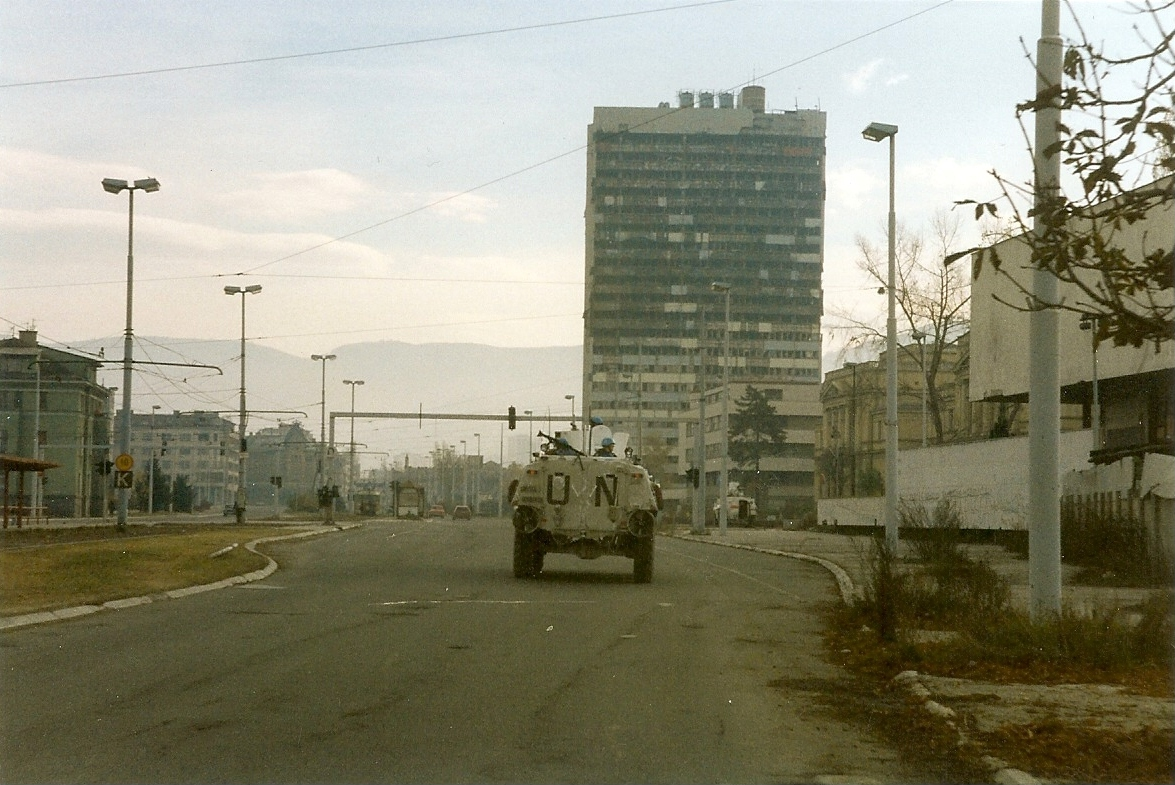
Tropas noruegas en la Avenida de los Francotiradores en diciembre de 1995.

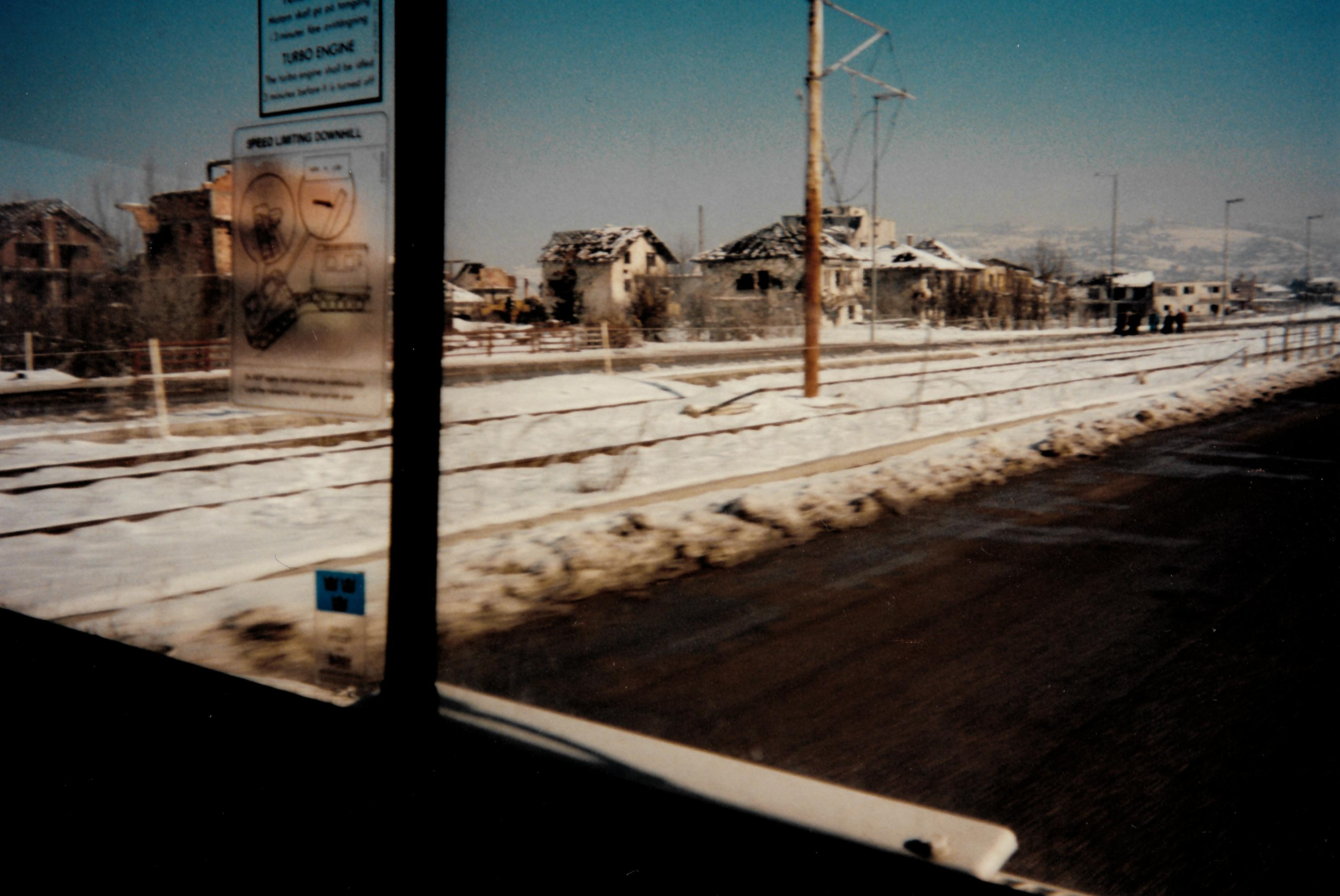
La Avenida de los Francotiradores en 1996, tomada desde un vehículo de la IFOR.

La Sniper Alley, Sniper Avenue o Avenida de los Francotiradores (en bosnio: Snajperska aleja) fue el nombre que se le dio al Bulevar Mese Selimovica, una céntrica avenida de Sarajevo, cerca del Río Miljacka, la cual, durante la Guerra de Bosnia (1992-1995), fue tomada por francotiradores serbios que disparaban a cualquier persona, tanto civil como militar, que pasara por allí.
La avenida conecta la zona industrial con la zona antigua, cultural e histórica de la ciudad. Este bulevar está rodeado de edificios de gran altura que daban a los francotiradores un amplio rango de disparo sin obstáculos entre la posición de la víctima y el francotirador. Además de los edificios circundantes, las montañas cercanas también daban un excelente punto de visión de la ciudad y el tráfico. Los francotiradores disparaban desde los hoyos de los muros o tras autobuses y tranvías.
En este sector, todos los edificios y ventanas tenían marcas de las balas disparadas, que en ocasiones no solo eran de rifle, también eran de armas semiautomáticas y automáticas. La carretera estaba obstruida con contenedores de mercancías, coches, autobuses y tranvías quemados, y bloques de cemento y piedra que no permitían cruzar la vía sin serpentear estos obstáculos.
Aunque la ciudad permanecía bajo un constante sitio, la gente se movilizaba para poder sobrevivir, aunque esto, irónicamente, pusiera en riesgo sus vidas constantemente. Los avisos de "Pazi - Snajper!" ("¡Cuidado - Francotiradores!") eran comunes en el sector. Las únicas maneras de cruzar esta calle eran esperar por los blindados de las Naciones Unidas y caminar tras ellos usándolos como escudos; o atravesar la vía en automóviles a altísimas velocidades esquivando los obstáculos.
De acuerdo con la información reunida en 1995, los francotiradores hirieron 1 030 personas y asesinaron a 225, de las cuales 60 eran niños.